# リスト・リュティ
リスト・ヘイッキ・リュティ（フィンランド語: Risto Heikki Ryti、 1889年2月3日 - 1956年10月25日）は、20世紀のフィンランドの政治家、弁護士、銀行家。
フィンランド銀行総裁を務めるなど戦間期のフィンランドで要職を務め、1939年の冬戦争が勃発した翌日に首相、1940年12月にフィンランド第5代大統領に就任、継続戦争末期まで戦時政府を率いた。
1944年の継続戦争終結に先立ち、ソ連と、同盟国であったナチス・ドイツの双方を外交的策略で欺くことによって、結果的にフィンランドの対ソ連単独講和と国家の独立存続を実現させた。その「策略」の責任者として第二次世界大戦後、戦争犯罪人として告発され、禁錮10年の判決を受けたが、まもなく釈放された。汚名を負って救国を成し遂げた功労者としてフィンランド人に尊敬の念をもたれ、その死に際しては国葬をもって送られた。フィンランドで最も偉大な人物ランキングはカール・グスタフ・エミール・マンネルヘイムに続いて第2位。

## 生涯

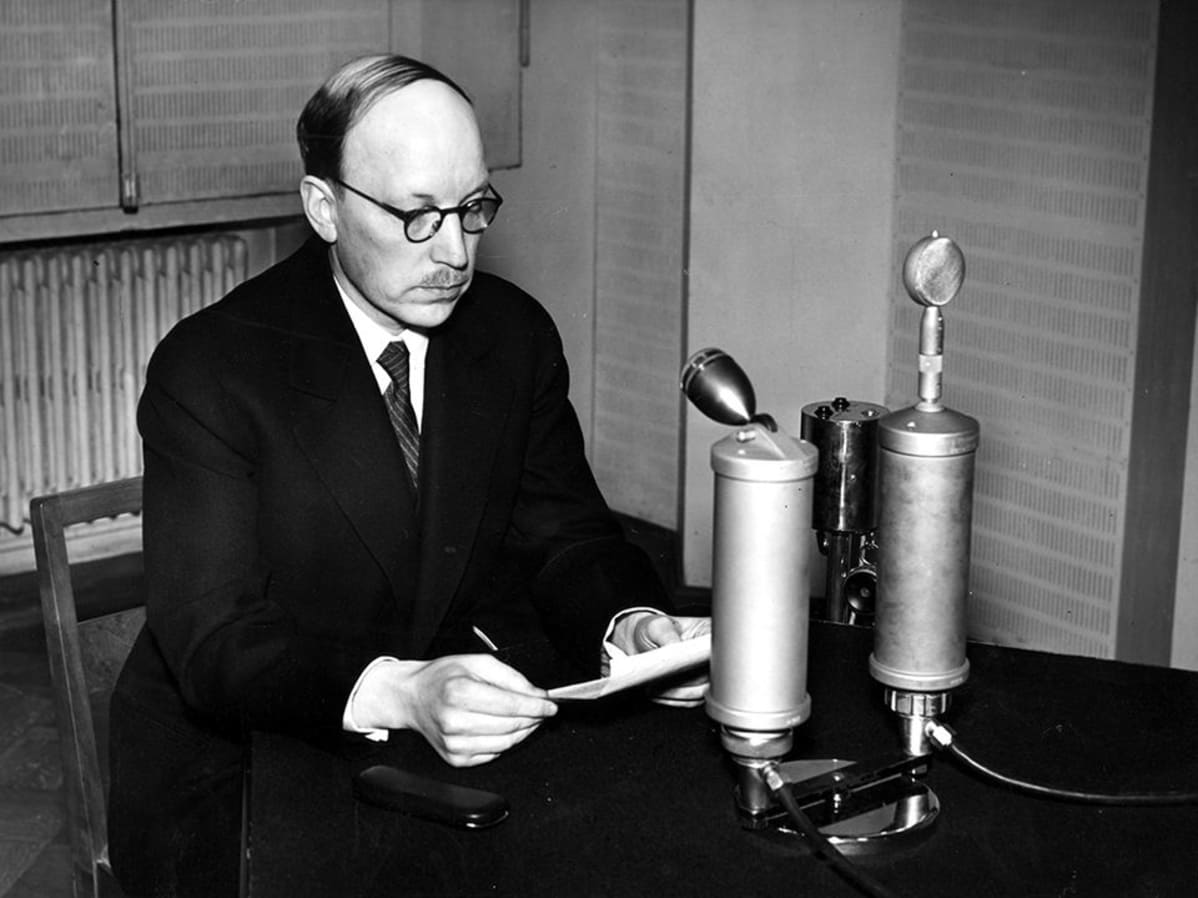
フィンランドがソ連に宣戦布告した1941年6月26日、ラジオを通してスピーチを行うリュティ

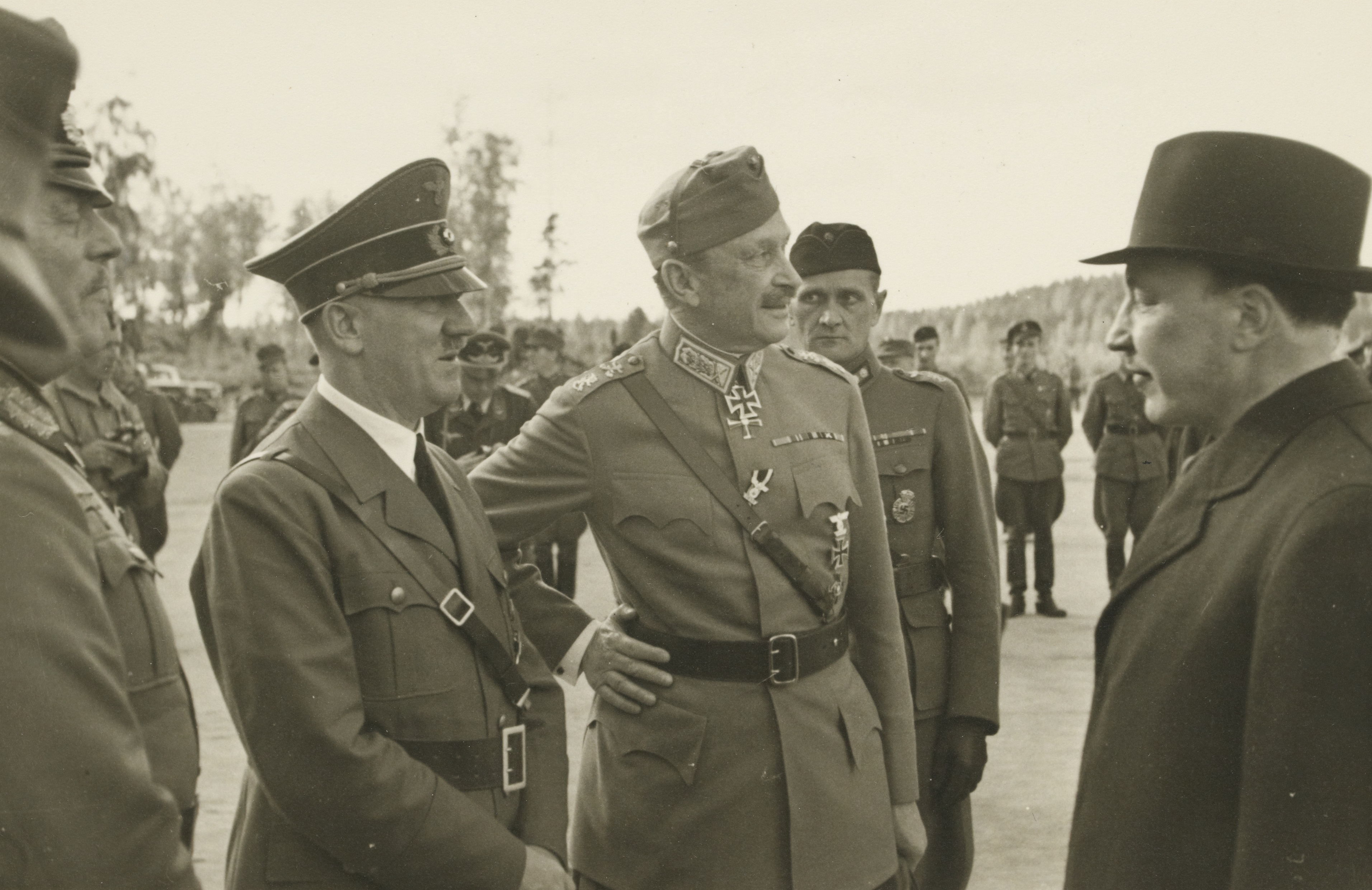
フィンランドを訪れたアドルフ・ヒトラーと対面するリュティ(右)とマンネルヘイム(中央)（1942年6月4日）

### 初期の経歴
サタクンタ県ラウマで農場を営む父カールレ・エーヴェルト・リュティと母ビベカ・ユンティラの両親の元、7人の子供のうちの1人として生まれた。家業は農業だったものの、リュティ自身は子供の頃から本の虫で、あまり家業には親しまなかった。ポリの学校で初等教育を受けた後、1906年にヘルシンキ大学に入学し、法律を学ぶ。
1909年に卒業後は首都ヘルシンキの政治的抑圧の雰囲気から逃れ、地元であるラウマで弁護士として働くようになる。そのうち、フィンランドで最も裕福な人物の一人である、実業家のアルフレッド・コルデリン（Alfred Kordelin）の弁護士となり、2人は親しい友人になっていく。働きながらも勉強を続け、1914年の春にオックスフォード大学に入学し海上法を学ぼうとするが、すぐに第一次世界大戦が勃発し、フィンランドに戻ることを余儀なくされた。1916年にゲルダ・パウラ・セルラチウス（Gerda Paula Serlachius）と結婚。夫婦は3人の子供、ヘンリク（1916-2002）、ニーロ（1919–1997）、エヴァ（1922–2009）を授かった。
第一次世界大戦の勃発後、フィンランドの独立が達成されるまでの間に、コルデリンとリュティのビジネス上での関係は深まり、コルデリンは経営する数多くの企業の経営者としてリュティを招くものと思われていたが、1917年11月リュティ夫妻はロシアのボルシェヴィキによってコルデリンが殺害されるのを目撃することとなる。

### 政治家・銀行家として
フィンランド内戦の期間中、リュティは赤衛軍の支配下にあったヘルシンキに家族と共に隠れ住んでいた。その後リュティは1919年に国民進歩党の国会議員に選出された。この時リュティは30歳で国会議員としては二番目に若い議員であった。国民進歩党の候補者でリュティが支持するカールロ・ユホ・ストールベリがフィンランドの初代大統領に選出された。リュティは始め1919年から1924年の間、次に1927年から1929年まで国会議員を務め、法務委員会の委員長と、財務委員会の委員長を歴任した。1924年から1927年までの間はヘルシンキ市議会の議員であった。
リュティの主張する自由主義、民主主義、共和主義は人気があったため、リュティは内戦後のフィンランドにおいて数年間で政治的成功を為した。さらに、リュティが経済政策の専門家であり、党派政治を拒否した祖国の公平な奉仕者と国民に考えられたので、リュティの自由主義を指向する進歩国民党が零細政党になった後でさえ、リュティ個人の政治的成功は続いた。
1921年に、32歳のリュティはユホ・ヴェンノラ内閣の財務大臣に任命された。リュティは1924年まで2度財相に留任され、1923年にカールロ・ユホ・ストールベリ大統領は、リュティをフィンランド銀行の総裁に任命した。リュティが1924年1月に財相を辞任した後、リュティはフィンランド銀行の総裁職を1939年に首相になるまで専任した。リュティはその議会での活動の初期において、政府予算を秩序だった物にすることに成功した。リュティは赤衛軍に所属していた囚人の恩赦を拒否した。リュティの見解では赤衛軍は犯罪者であった。リュティはフィンランド内戦の社会的背景を考慮することを拒否した。
1925年に、リュティは36歳で大統領選挙の候補者に指名された。大統領選挙の第二次投票では、リュティが最も多くの支持を得た。しかし第三次投票ではスウェーデン人民党の票が、ラウリ・クリスティアン・レランデルに流れ、レランデルの172票に対して109票でリュティは敗れた。リュティの支持者は毎年増加していたが、大統領選挙には十分ではなかった。1930年代のリュティは日常の政治からは身を引いたものの、経済政策には影響を及ぼした。リュティは古典的自由主義経済学の支持者であった。リュティはフィンランド・マルッカの価値を金本位制により保証することを目標にした。多くの他のヨーロッパ諸国とは異なり、フィンランドはリュティの指導下でデフレ解決策を採用しなかった。1926年にフィンランドの通貨は金マルッカに移行した。しかし、1929年の大恐慌の後、フィンランドはイギリスの例の後に、金本位制を放棄せざるを得なかった。
1920年代には、スカンジナビアの銀行業界と国際的な接触を行った。そしてイギリスとアメリカで、ウォールストリート・ジャーナルはリュティの成功を認めた。1934年にリュティはイギリスとフィンランドの関係に貢献したとしてロイヤル・ヴィクトリア勲章の騎士司令官章を授与された。リュティは、類似した経済政策（例えば大恐慌までの金本位制に対する信頼）と優れた英語力によって、イングランド銀行の指導者と良好な関係が築かれていた点に注意しなければならない。実際、リュティが経済政策や財政政策をイギリスと協議したかった時、リュティはイングランド銀行の指導者に定期的に電話をかけることが出来た。リュティは経済問題と金融政策に対処する委員会の委員として、国際連盟の活動に参加した。
1930年代の政策において、リュティは重要人物であった。リュティの社会政策はふたつの方針を持っていた。リュティは失業者や貧困層を支援するための雇用対策への支出に反対した。一方でリュティは強い経済力による利益が、平等に全国民に行き渡らなければならないと考えていた。リュティは1930年代後半の社会福祉を構築することにおいても重要な役割を果たした。一般的に、リュティは商業や工業に対する政府による干渉には反対していた。リュティは社会主義経済学、特にソビエト型社会主義経済に反対であった。さらにリュティはナチス・ドイツの国家社会主義にも右翼の過激主義も認めなかった。リュティ個人としても、フィンランドのロシア化の時代とフィンランド内戦を経験していたため反ソビエト感情を持っていた。リュティは1920年代末期から1930年代初頭にかけてフィンランドで勃興した反共・ファシズム運動であるラプア運動にも反対した。リュティはイギリスの文化文明とアメリカの自由経済の信仰者であった。

## 首相・大統領として
1939年11月30日、ソ連軍が侵攻して冬戦争が始まった日、連立与党を構成していた社会民主党党首のベイノ・タンネルから退陣を要求されて、アイモ・カヤンデル政権は12月1日に総辞職した。タンネルはみずから外相につくとともに、フィンランド銀行総裁のリュティに首相就任を要請して、リュティはこれを受けいれた。これ以降、リュティが退陣する1944年まで、フィンランドは、タンネル、リュティ、マンネルハイムの三頭体制が続いた。
1940年3月12日、リュティはパーシキヴィ（当時無任所相）らとモスクワを訪問して和平協定（モスクワ講和条約）に調印。冬戦争は終結したものの、条約は第2の大都市であるヴィープリの割譲などフィンランドにとって非常に不利な内容であり、ソ連との緊張関係は続いた。
そのため、1940年8月、フィンランドはドイツと協定を結び、領土内にドイツ軍の駐留を認めた。1941年6月22日にドイツがバルバロッサ作戦を発動して独ソ戦が始まると、当初は中立を表明したが、フィンランド領内からソ連を攻撃したドイツ空軍に対し、ソ連がフィンランドへの報復空爆を行ったため、6月25日にはソ連に対して宣戦布告し、継続戦争（第2次ソ・芬戦争）が始まった。この宣戦は、実質的な同盟国であるナチス・ドイツの参戦要請に応えたわけではないことを強調したものだったが、ソ連からの度重なる要請に応じて同年12月にイギリスはフィンランドに宣戦布告した。フィンランド軍は8月末までに、冬戦争で失った旧領を回復した。その後、ドイツ側からのレニングラードやカンダラクシャの攻略についての協力要請には、高い留保条件をつけて応じなかった。1943年にドイツ軍がスターリングラードの戦いで敗北すると、戦争から離脱する方法を探ることになった。1944年6月にソ連軍のカレリア地峡での攻勢が開始されると、航空劣位で有効な対戦車兵器を欠くフィンランド軍は大変な苦戦を強いられ、フィンランドは危急存亡の秋を迎えた。当時、ドイツは、フィンランドがソ連と和平交渉を行っていることを知っており、フィンランドに禁輸をかけていた。ドイツは、フィンランドの緊急支援と禁輸解除の要請について、和平交渉の打ち切りと最後までドイツとともに戦うことの公式な表明が必要だ、と条件をつけた。当時、ドイツの要求を満たすような公式表明を出すことについては、議会の承認が取れる見込みはなかったので、リュティはマンネルハイムらと協議して、大統領声明という形で対ソ戦の継続をヒトラーに約束し、ソ連との和平交渉は打ち切った。そしてドイツからの緊急支援を受けて戦線が安定した8月に辞職し、マンネルハイムが後継大統領についた。マンネルハイムは、リュティらとあらかじめ協議したとおり、和平交渉を再開し、9月に、フィンランドは、モスクワ休戦協定で、ソ連と講和した。

### その後
戦後、リュティは戦時中ナチスに加担したとして戦争犯罪人として訴追され、1946年に禁錮10年の判決を受けた。しかし健康を害して1949年に釈放され、以後は政界に復帰することなく隠遁生活を送り、1956年に死去した。その際にはソ連の猛烈な反対にもかかわらず国葬が行われた。

## 注・出典
1. ↑  Martti Turtola, "Risto Ryti : A Life for the Fatherland"
2. ↑  William R. Trotter,"A FROZEN HELL - The Russo-Finnish Winter War of 1939-1940" ,Algonquin Books of Chapel Hill,2000, Chapter 4 First Blows
3. ↑  フィンランド領土割譲、和平協定成る（『東京日日新聞』昭和15年3月14日夕刊）『昭和ニュース辞典第7巻 昭和14年-昭和16年』p383 昭和ニュース事典編纂委員会 毎日コミュニケーションズ刊 1994年

## 関連図書
- 斎木伸生 『フィンランド軍入門　極北の戦場を制した叙事詩の勇者たち』 イカロス出版 ISBN 978-4-87149-983-5

| 公職                        | 公職                                             | 公職                                            |
| --------------------------- | ------------------------------------------------ | ----------------------------------------------- |
| 先代 キュオスティ・カッリオ | フィンランド共和国大統領 第5代 : 1940年 - 1944年 | 次代 カール・グスタフ・エミール・マンネルヘイム |